# لئونار اسپش
لئونار اسپش (فرانسوی: Léonard Specht‎؛ زادهٔ ۱۶ آوریل ۱۹۵۴) بازیکن و مربی سابق فوتبال اهل فرانسه است.
از باشگاه‌هایی که در آن بازی کرده‌است می‌توان به باشگاه فوتبال استراسبورگ، باشگاه فوتبال بوردو، و باشگاه فوتبال استراسبورگ اشاره کرد.
وی همچنین در تیم ملی فوتبال فرانسه بازی کرده‌است.